# 雀苣苔属
雀苣苔属（学名：Ornithoboea）是苦苣苔科下的一个属，为有茎草本植物。该属共有8种，分布于东南亚。